# 保定市第三中学

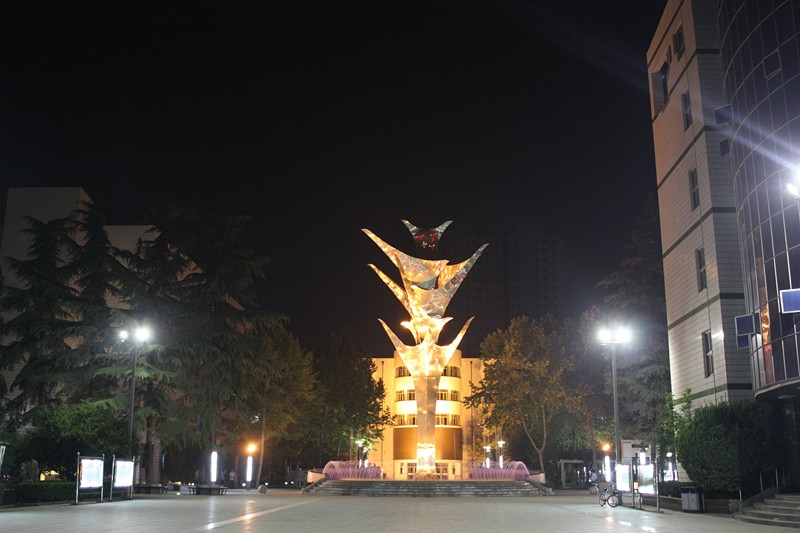
青蓝树

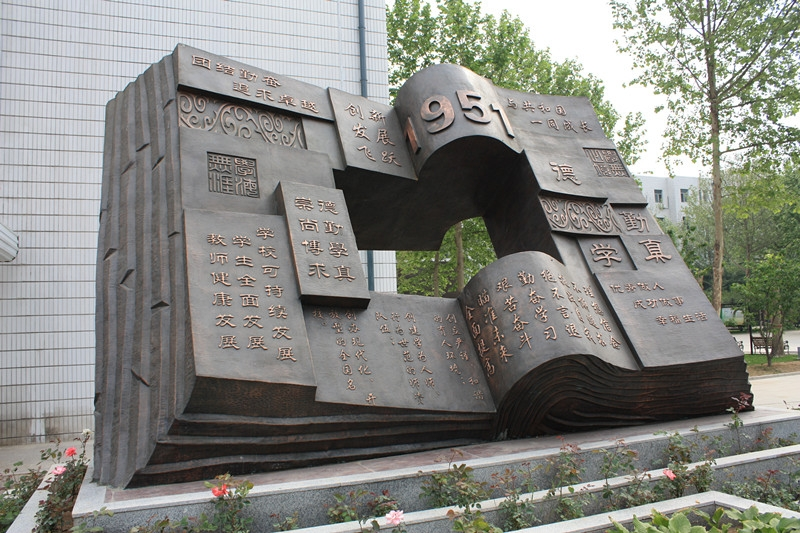
时间之书

保定三中是中國河北省保定市的一所高中，河北省重点高中之一，校长为杨英虎，内有保定市金帆中学，位于五四东路，建校时间1951年。“金苹果”曾是该校标志。校内有雕塑“青蓝树”，取自《苟子·劝学篇》：“青，取之于蓝，而青于蓝。”
另在图书馆北面有雕塑“时间之书”
2009年高考保定三中再创佳绩：600分以上高分段人数近百人，张旻同学获市区理科状元。

## 争议性事件

保定三中學生手冊

2011年8月因“除在正常教学，集会外，男女同学在教室，楼道，校园交谈，距离不小于60厘米”的校规，引发了社会上关于男女学生交往的讨论。